# Cupra (diosa)

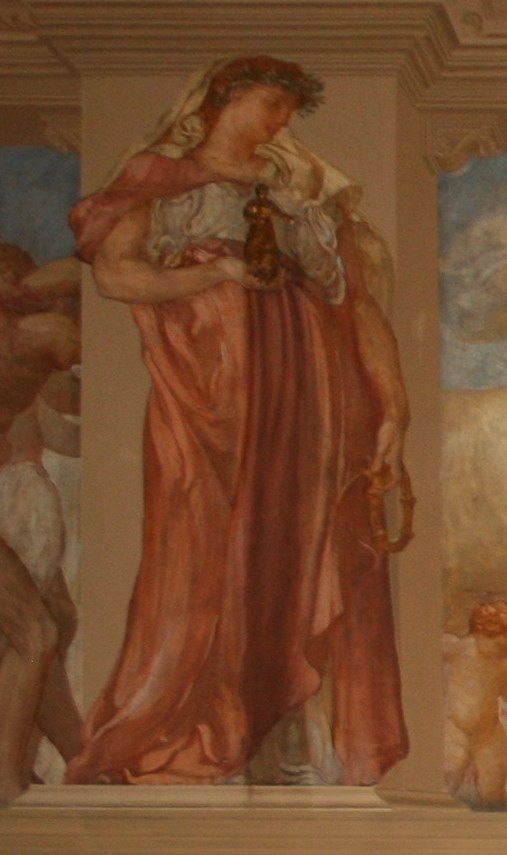
La diosa Cupra en un cuadro de Adolfo de Carolis en el Palacio del Gobierno de Ascoli Piceno.

Cupra, también llamada Cubrar (nombre umbro), Ikiperu (nombre piceno), Kypra o Supra, es una divinidad itálica entre los antiguos umbros y picenos, una de las grandes madres.
Es una diosa ctónica, de las aguas y la fertilidad, identificable con la Uni de los etruscos o con Astarté. Los romanos, en cambio, la consideraban su propia Bona Dea. También corresponde a la Cibeles de Anatolia, importada por los romanos e identificada posteriormente en Cubrar.

## Origen
Probablemente derivado de cup que significa «deseo», de ahí también Cupido, el epíteto «Cupra» se remonta a la paleoantigüedad y habría designado originalmente a una divinidad real.
Debido a las relaciones que los picenos mantenían con numerosos pueblos del mar, la etimología del nombre derivaría del griego Kupria o Cypria utilizado como atributo de Afrodita, pero encontrado en Gubbio como atributo de Marte; según otras hipótesis de la isla de Chipre donde el culto a Afrodita era muy fuerte.
Para el mundo romano, que identificaba Cupra con Bona Dea, Marcus Terentius Varro nos permite establecer el paralelismo gracias a la glosa según la cual «cyprum sabine bonum», que significa «cuprum corresponde al bonum latino».

## Testimonio del culto
El Templo de DEAE CUPRAE, la mayor divinidad de la civilización picena en la época arcaica, se erigió en la orilla izquierda del río Tesino, en el territorio de Cvprae Fanvm, hoy Grottammare. El templo fue restaurado en 127 d. C., a instancias del emperador Adriano: así lo atestigua una placa de época romana, situada en la actual iglesia de San Martino. A su llegada, los benedictinos construyeron la iglesia de San Martín sobre las ruinas del templo, cuyos restos en opus caementicium aún son visibles hoy delante de la iglesia. Se han encontrado edificios y otros objetos dedicados al culto de Cupra en la desaparecida ciudad de Plestia y en las conservadas Cupra Marittima y Cupra Montana, que también tomaron su nombre de la diosa, y en los municipios de Ripatransone y Belmonte Piceno.[cita requerida]
En el museo de Colfiorito se conservan cuatro placas de bronce del siglo IV a.C. con dedicatorias a la diosa Cupra denominadas Matres Plestinas: Cuprasmatres plestinas sacru esu. La lámina di Fossato, conservada en el museo arqueológico de Perusa y datada en la segunda mitad del siglo II a.C., lleva inscrito en umbro, entre otras cosas: Cubrar Matrer Bio Eso, que traducido significa «esta tubería pertenece a la madre Cupra».
Aunque todavía están pendientes de un análisis en profundidad, los restos hallados cerca de Massignano podrían atribuirse a un importante lugar de culto a la diosa.